# عمارت لونین‌ها
عمارت لونین‌ها، یک عمارت اشرافی پیشین به سبک امپراتوری مسکو است که توسط معمار ایتالیایی «دومِنیکو جیلاردی» برای خاندان لونین، یکی از خانواده‌های اشرافی روسیه پیش از انقلاب، ساخته شد. عمارت مرکزی سه‌طبقه با آوانکور (برآمدگی‌های معماری) و نقش‌برجسته‌ها به‌طور چشمگیری تزئین شده و به دو بال دو‌طبقه متصل است که دو حیاط بسته ایجاد می‌کنند. در سال ۱۸۲۱ این ملک به «بانک بازرگانی دولتی امپراتوری» فروخته شد که تا سال ۱۹۱۷ در آن مستقر بود. از سال ۱۹۷۰ این بنا در اختیار «موزه هنر شرق» قرار دارد.

## تاریخچه
این ملک متعلق به پیوتر لونین، سرلشکر ارتش بود که زندگی خود را وقف خدمت نظامی کرد. در آغاز قرن نوزدهم، این بنا یک مجموعه کلاسیک عمارت به‌شمار می‌رفت که شامل ساختمان اصلی، عمارت جانبی و ساختمان‌های جداگانه در حیاط می‌شد.
ساختمان‌ها در جریان آتش‌سوزی سال ۱۸۱۲ به شدت آسیب دیدند، و خانواده لونین ناچار شدند که املاک خود را به‌طور گسترده بازسازی کنند. بازسازی عمارت از سال ۱۸۱۴ به سرپرستی معمار دومِنیکو جیلاردی، که به‌خاطر طراحی بناهای سبک امپراتوری مسکو شهرت داشت، آغاز شد. در طول چهار سال بعد، ساختمان اصلی از نظر حجمی گسترش یافت و نمای تازهٔ آن رو به بلوار نیکیتسکی ساخته شد. در سمت راست، یک بنای دوطبقه با رواقی شش‌ستونه افزوده شد و در سمت چپ نیز ساختمانی خدماتی یک‌طبقه احداث گردید. بنای دوطبقه دارای یک رواق ایونیک در ارتفاع طبقهٔ همکف بود و میان ستون‌ها یک نقش‌برجسته با موضوع پیروزی در جنگ میهنی ۱۸۱۲ قرار گرفت. نمای ساختمان همچنین با سی‌ودو تصویر از اسطوره‌های یونان باستان، از جمله «چنگ لیر»، آراسته شده بود. تزئینات این خانه به کاترین ریتسی، دختر پیوتر لونین و خوانندهٔ اپرا، تقدیم شده بود.
به‌دلیل مشکلات مالی، در سال ۱۸۲۱ خانوادهٔ لونین ناچار شدند ساختمان اصلی را به «بانک بازرگانی» بفروشند و خودشان به عمارت جانبی نقل مکان کردند. پس از درگذشت پیوتر لونین در سال ۱۸۲۲، همسرش اِودوکیا لونینا باقی‌ماندهٔ ساختمان‌های این مجموعه را نیز به بانک واگذار کرد. با فروش این مجموعه، جیلاردی ناچار شد طرح ساختمان را تغییر دهد و برخی کارکردهای عمومی به آن بیفزاید: ساختمان اصلی دارای ورودی جلویی شد که برای عمارت‌های آن زمان غیرمعمول بود. رواق ستون‌دار به یک لُژ افقی کم‌عمق با بالکنی مشبک تبدیل شد که هم به‌عنوان سایبان ورودی عمل می‌کرد. در سال ۱۸۶۰ «بانک بازرگانی» به «بانک دولتی» تبدیل شد که تا زمان انقلاب ۱۹۱۷ به فعالیت خود ادامه داد.
پس از انقلاب، این عمارت محل استقرار نهادهای دولتی شد. در سال ۱۹۷۰، ساختمان به مالکیت موزهٔ شرق درآمد. مرمتی که تا سال ۱۹۸۴ به طول انجامید، تزئینات داخلی را بازگرداند، تأسیسات ساختمان را تعمیر کرد و همچنین شامل بازسازی گچ‌بری‌ها، نقاشی‌های دیواری و سقف‌های تزئینی بود.